# Coleoxestia errata
Coleoxestia errata es una especie de escarabajo longicornio del género Coleoxestia, tribu Cerambycini, subfamilia Cerambycinae. Martins y Monné lo describieron oficialmente en 2005.

## Descripción
Mide 22,6-30,75 milímetros de longitud.

## Distribución
Se distribuye por Bolivia y Brasil.